# فورگندنی
فورگندنی (به انگلیسی: Forgandenny) یک روستا در بریتانیا است که در پرت و کینروس واقع شده‌است.